# Lijst van partners van koningen van Aragón
Dit is een lijst van de echtgenotes van de koningen van Aragón. 